# میرویکن
میرویکن (به سوئدی: Myrviken) یک منطقهٔ مسکونی در سوئد است که در بخش بری واقع شده‌است. میرویکن ۰٫۳۴ کیلومتر مربع مساحت و ۲۳۹ نفر جمعیت دارد.